# Sunrise Dam Airport
Sunrise Dam Airport är en flygplats i Australien. Den ligger i kommunen Laverton och delstaten Western Australia, omkring 710 kilometer nordost om delstatshuvudstaden Perth. Sunrise Dam Airport ligger 409 meter över havet.
Trakten runt Sunrise Dam Airport är nära nog obefolkad, med mindre än två invånare per kvadratkilometer.. Det finns inga samhällen i närheten.
Omgivningarna runt Sunrise Dam Airport är i huvudsak ett öppet busklandskap. Genomsnittlig årsnederbörd är 392 millimeter. Den regnigaste månaden är januari, med i genomsnitt 84 mm nederbörd, och den torraste är augusti, med 8 mm nederbörd.